# Salwa Idrissi
Pour les articles homonymes, voir Idrissi.
Salwa Idrissi (en amazighe : ⵙⴰⵍⵡⴰ ⵉⴷⵔⵉⵙⵉ; en arabe : سلوى إدريسي), est l'épouse d'Aziz Akhannouch, chef du gouvernement du Maroc depuis le 7 octobre 2021. Elle est une femme d’affaires milliardaire marocaine, fondatrice et présidente de Aksal Group, une holding spécialisée dans les produits de luxe, les grands magasins et les centres commerciaux.
Aksal détient une participation de 50 % dans le Morocco Mall de Casablanca, le plus grand centre commercial du continent. Elle y a lancé en octobre 2017 sa propre marque de cosmétiques, Yan & One. Sa holding détient aussi les droits de franchise exclusifs de plusieurs grandes marques au Maroc, dont Zara, Banana Republic, Pull and Bear et Gap,.
Elle est l'épouse de Aziz Akhannouch, homme d'affaires et homme politique, président du parti marocain de centre droit RNI et chef du gouvernement depuis 2021.

## Biographie

### Origine et famille
Salwa Idrissi, est la petite fille maternelle de Haj Ahmed Benlafkih, un richissime homme d'affaires amazigh qui fait fortune dans le commerce, grâce à ses partenariats avec la famille de Hassan Raji, propriétaire des thés Sultan. 
Épouse de Aziz Akhannouch, ils ont trois enfants.

### Parcours
Sa carrière commence en 1993 lorsqu’elle crée une société de distribution de matériaux de revêtement et de parquet. Elle se spécialise très vite avec les franchises et décroche celle de Zara en 2004 pour le Maroc.  
En 2006, elle obtient la marque Massimo Dutti. 
En 2007, elle intègre le conseil d'administration de la Banque centrale populaire (BCP).  
Elle est passionnée par le luxe, ce qui explique la présence de marques telles que Gucci, Dior ou Louis Vuitton au Morocco Mall.
En 2017, elle lance Yan & One, une marque marocaine de cosmétiques s'appuyant sur le numérique. Cle magasin de 3 500 m2 du Morocco Mall doit employer 220 personnes et trente métiers différents.
En 2018, elle est classée deuxième femme d'affaires la plus influente en Afrique dans un classement intitulé « Les 50 Femmes d’affaires influentes en Afrique », élaboré par The Africa Report, Jeune Afrique et The Africa CEO Forum.
Elle occupe aussi la sixième place du classement « Forbes : Women behind Middle Eastern brands » (« femmes derrière les marques du Moyen-Orient »), qui consacre les créatrices de marques et de startups dans la région ayant réussi à gagner la confiance des investisseurs et consommateurs au niveau local et régional et à transformer leur entreprise en entités durables et rentables.
En 2022, elle envisage de lancer Wasal, un marché online inspiré de Amazon. 

## Distinctions
- 2020 : Forbes : « Forbes' top 10 Top 10 Women Behind Middle Eastern Brands »[6]
- 2016 : Prix de la femme arabe de l'année pour « Achievement in Business »